# ATP Tour World Championships 1994 - Doppio
Il doppio del torneo di tennis ATP Tour World Championships 1994, facente parte dell'ATP Tour, ha avuto come vincitori Jan Apell e Jonas Björkman che hanno battuto in finale 6–4, 4–6, 4–6, 7–6(5), 7–6(6) Todd Woodbridge e Mark Woodforde.

## Tabellone

### Legenda
| - Q = Qualificato - WC = Wild card - LL = Lucky loser | - ALT = Alternate - SE = Special Exempt - PR = Protected Ranking | - w/o = Walkover - r = Ritirato - d = Squalificato |

### Finali
|  | Semifinali                     | Semifinali                     | Semifinali                     | Semifinali                     | Semifinali                     | Semifinali | Semifinali |  |  | Finale                         | Finale                         | Finale | Finale | Finale | Finale | Finale |  |
|  |                                |                                |                                |                                |                                |            |            |  |  |                                |                                |        |        |        |        |        |  |
|  | Jan Apell Jonas Björkman       | Jan Apell Jonas Björkman       | Jan Apell Jonas Björkman       | Jan Apell Jonas Björkman       | Jan Apell Jonas Björkman       | 6          | 6          |  |  |                                |                                |        |        |        |        |        |  |
|  | David Adams Andrej Ol'chovskij | David Adams Andrej Ol'chovskij | David Adams Andrej Ol'chovskij | David Adams Andrej Ol'chovskij | David Adams Andrej Ol'chovskij | 3          | 2          |  |  | Jan Apell Jonas Björkman       | Jan Apell Jonas Björkman       | 6      | 4      | 4      | 7      | 7      |  |
|  | Jacco Eltingh Paul Haarhuis    | Jacco Eltingh Paul Haarhuis    | Jacco Eltingh Paul Haarhuis    | Jacco Eltingh Paul Haarhuis    | 7                              | 4          | 4          |  |  | Todd Woodbridge Mark Woodforde | Todd Woodbridge Mark Woodforde | 4      | 6      | 6      | 65     | 6      |  |
|  | Todd Woodbridge Mark Woodforde | Todd Woodbridge Mark Woodforde | Todd Woodbridge Mark Woodforde | Todd Woodbridge Mark Woodforde | 6                              | 6          | 6          |  |  |                                |                                |        |        |        |        |        |  |

### Gruppo A
|  |                                 | Apell Björkman | Connell Galbraith | Eltingh Haarhuis | Casal Sánchez | RR W–L | Set W–L | Game W–L | Posizione |
|  | Jan Apell Jonas Björkman        |                | 3–6, 6–7          | 4–6, 6–4, 6–2    | 6–2, 7–6      | 2–1    | 4–3     | 38–33    | 1         |
|  | Grant Connell Patrick Galbraith | 6–3, 7–6       |                   | 7–6, 5–7, 4–6    | 6–3, 6–7, 2–6 | 1–2    | 4–4     | 43–44    | 4         |
|  | Jacco Eltingh Paul Haarhuis     | 6–4, 4–6, 2–6  | 6–7, 7–5, 6–4     |                  | 6–3, 7–6      | 2–1    | 5–3     | 44–41    | 2         |
|  | Sergio Casal Emilio Sánchez     | 2–6, 6–7       | 3–6, 7–6, 6–2     | 3–6, 6–7         |               | 1–2    | 2–5     | 33–40    | 3         |

La classifica viene stilata in base ai seguenti criteri: 1) Numero di vittorie; 2) Numero di partite giocate; 3) Scontri diretti (in caso di due giocatori pari merito ); 4) Percentuale di set vinti o di games vinti (in caso di tre giocatori pari merito ); 5) Decisione della commissione.

### Gruppo B
|  |                                | Adams Ol'chovskij | Black Stark   | Woodbridge Woodforde | Nijssen Suk | RR W–L | Set W–L | Game W–L | Posizione |
|  | David Adams Andrej Ol'chovskij |                   | 5–7, 6–3, 7–6 | 2–6, 4–6             | 6–3, 7–6    | 2–1    | 4–3     | 37–37    | 2         |
|  | Byron Black Jonathan Stark     | 7–5, 3–6, 6–7     |               | 3–6, 4–6             | 6–1, 7–6    | 1–2    | 3–4     | 38–37    | 3         |
|  | Todd Woodbridge Mark Woodforde | 6–2, 6–4          | 6–3, 6–4      |                      | 6–2, 6–4    | 3–0    | 6–0     | 36–19    | 1         |
|  | Tom Nijssen Cyril Suk          | 3–6, 6–7          | 1–6, 6–7      | 2–6, 4–6             |             | 0–3    | 0–6     | 22–38    | 4         |

La classifica viene stilata in base ai seguenti criteri: 1) Numero di vittorie; 2) Numero di partite giocate; 3) Scontri diretti (in caso di due giocatori pari merito ); 4) Percentuale di set vinti o di games vinti (in caso di tre giocatori pari merito ); 5) Decisione della commissione.